# Girardia sphincter
Girardia sphincter és una espècie de triclàdide dugèsid que habita Tasmània.

## Morfologia
Els espècimens preservats fan entre 7 i 10 mm de longitud i 1 mm d'amplada. G. sphincter es diferencia de la resta d'espècies del mateix gènere per la presència d'un esfínter a la base del canal de la bursa. El nom específic (sphincter) fa referència a aquesta estructura.